# Badjura
Pogostost priimka Badjura je po podatkih Statističnega urada Republike Slovenije na dan 1. januarja 2010 manjša kot 5 oseb. 

## Znani nosilci priimka
- Matej Badjura (*1981), hokejist
- Metod Badjura (1896—1971), scenarist in režiser
- Milka Badjura (1902—1992), filmska montažerka
- Rudolf Badjura (1881—1963), potopisec, planinec in smučar